# Артур Брандт
Артур Брандт (нім. Arthur Brandt; 12 грудня 1887, Штольберг — 13 квітня 1967, Біркенвердер) — німецький офіцер, генерал-майор люфтваффе (1 січня 1943).

## Біографія
22 березня 1907 року вступив у 17-й піхотний полк. З грудня 1913 по липень 1914 року пройшов льотну підготовку. Учасник Першої світової війни, в 1914/18 роках служив в авіації. 31 березня 1919 року звільнений у відставку.
1 травня 1933 року вступив в резерв люфтваффе (з 1 листопада 1938 року — на дійсній службі). З 1 січня 1936 року — начальник авіаційно-технічної служби в Шверін. В січні-березні 1938 року у складі легіону «Кондор» брав участь у Громадянській війні в Іспанії. З 1 квітня 1938 року — командир 7-ї авіаційно-технічної групи. В 1942 році призначений начальником аеродромів району 8/XII. 1 вересня 1943 року переведений в 12-й запасний авіабатальйон. 1 червня 1944 року відряджений до командувача німецьких ВПС в Румунії як генерал для особливих доручень і уповноважений ОКЛ в нафтовому районі Плоєшті.
28 серпня 1944 року взятий в полон радянськими військами в районі Брашова. В полоні погодився на співпрацю з радянською контррозвідкою і вступив в Національний комітет «Вільна Німеччина». 16 вересня 1948 року репатрійований в НДР та 25 листопада 1949 року вступив на службу в народну поліції генерал-інспектором поліції в Головному управлінні бойової підготовки. Наприкінці 1955 року звільнений на пенсію.

## Нагороди
- Залізний хрест 2-го і 1-го класу
- Нагрудний знак військового пілота (Пруссія)
- Королівський орден дому Гогенцоллернів, лицарський хрест з мечами
- Почесний хрест ветерана війни з мечами (1934)
- Медаль «За вислугу років у Вермахті»
  - 4-го і 3-го класу (12 років; 2 жовтня 1936) — отримав 2 нагороди одночасно.
  - 2-го класу (18 років)
- Медаль Ернста Моріца Арндта (1957)